# Ernst Richert
Ernst Richert (* 15. Dezember 1912 in Wittenberge; † 2. Februar 1976 in Hamburg) war ein deutscher Publizist, Soziologe und DDR-Forscher.

## Leben
Richert studierte nach seinem Abitur Philosophie, Soziologie und Kunstgeschichte in Berlin. 1939 promovierte er bei Nicolai Hartmann. Während des Zweiten Weltkrieges arbeitete er als Brockhaus-Redakteur und als Redakteur beim Kurzwellensender Berlin. Von 1946 bis 1949 schloss sich eine Beschäftigung in der Redaktion der Leipziger Volkszeitung an, bei der er Otto Stammer kennenlernte. Politisch betätigte er sich gleichzeitig beim Leipziger Kulturbund, einem damals noch liberalen Kulturbündnis. Er war Mitglied der SED. 1949 verließ Richert aus politischen Gründen die DDR und arbeitete in Westdeutschland als Rundfunkredakteur. Ende 1950 holte ihn Stammer in die Forschungsabteilung zur SBZ/DDR des Berliner Instituts für Politikwissenschaft, zusammen mit der Deutschen Hochschule für Politik ein institutioneller Vorgänger des Otto-Suhr-Instituts. 1956 verließ er das Berliner Institut und arbeitete als Publizist und Redakteur, zunächst in Berlin und später in Hamburg. Seit 1958 war Richert für das Bundesministerium für gesamtdeutsche Fragen gutachterlich tätig. Von 1960 bis 1966 arbeitete er für den Senat von Berlin ebenfalls als Gutachter. Richert forschte intensiv zur DDR und gehörte zu den publizistischen Befürwortern der sozialliberalen Entspannungspolitik.

## Ehrungen
1968 wurde er zusammen mit Jochen Ziem vom Bundesministerium für gesamtdeutsche Fragen mit dem damals neuen Thomas-Dehler-Preis ausgezeichnet.
Das Ministerium, seit Oktober 1968 hieß es Bundesministerium für innerdeutsche Beziehungen, benannte außerdem Ende der 1970er Jahre einen bis 1989 vergebenen Preis für DDR- und vergleichende Deutschlandforschung nach Ernst Richert.

## Einzelbelege
1. ↑  Thomas-Dehler-Preis verliehen. In: Nordwest-Zeitung, 24. Juni 1968.
2. ↑  Bundesministerium für gesamtdeutsche Fragen (BMG). In: Online-Lexikon zur Kultur und Geschichte der Deutschen im östlichen Europa. 25. August 2020, abgerufen am 6. Januar 2022.

| Personendaten    | Personendaten                     |
| ---------------- | --------------------------------- |
| NAME             | Richert, Ernst                    |
| KURZBESCHREIBUNG | deutscher Soziologe und Publizist |
| GEBURTSDATUM     | 15. Dezember 1912                 |
| GEBURTSORT       | Wittenberge                       |
| STERBEDATUM      | 2. Februar 1976                   |
| STERBEORT        | Hamburg                           |